# Paul Karrer
Paul Karrer (21 avril 1889 à Moscou - 18 juin 1971 à Zurich, Suisse) est un biochimiste suisse, principalement connu pour son travail sur les vitamines. Il est lauréat de la moitié du prix Nobel de chimie de 1937.

## Biographie
Ses parents, Paul Karrer et Julie Lerch, sont citoyens suisses. En 1892, la famille de Karrer rentre en Suisse. Il étudie à Wildegg puis à Lenzburg dont il est diplômé en 1908. Il étudie ensuite la chimie à l'université de Zurich sous la direction d'Alfred Werner, lauréat du prix Nobel de chimie en 1913. Après l'obtention de son doctorat en 1911, il continue à travailler comme assistant à l'Institut de chimie. Il obtient ensuite un poste de chimiste sous la direction de Paul Ehrlich (lauréat du prix Nobel de physiologie ou médecine en 1908) au Georg Speyer Haus (de) de Francfort. En 1919, il obtient le poste de professeur de chimie et la direction de l'Institut de chimie.
Les premières activités de recherche de Karrer concernent les complexes métalliques, mais ses travaux les plus importants concernent les pigments végétaux, et en particulier les caroténoïdes jaunes. Il établit leur structure chimique et montre que certains de ces composés se transforment dans le corps humain en vitamine A. Son travail permet d'établir la formule chimique correcte du β-carotène, le principal précurseur de la vitamine A. C'est la première fois que la structure d'une vitamine ou de l'un de ses précurseurs est établie. George Wald, futur lauréat du prix Nobel de physiologie ou médecine en 1967, travaille un temps dans le laboratoire de Karrer pour étudier le rôle de la vitamine A pour la rétine. Plus tard, Karrer confirme la structure chimique de l'acide ascorbique (vitamine C) et étend ses recherches à la vitamine B2 et la vitamine E. Ses contributions importantes à la chimie des flavines permettent d'identifier la lactoflavine comme constituant d'un complexe dont on pensait alors qu'il était la vitamine B2.
Karrer est l'auteur de nombreuses publications, dont notamment un manuel Lehrbuch der Organaischen Chemie (Manuel de chimie organique) publié en 1927, qui connut 13 éditions et fut publié en 7 langues. En 1937, il est lauréat de la moitié du prix Nobel de chimie (l'autre moitié a été remise à Walter Norman Haworth) « pour ses recherches sur les caroténoïdes, les flavines et les vitamines A et B2 ». Il fut membre correspondant ou associé d'un grand nombre d'académie des sciences.
Il est enterré au cimetière de Fluntern à Zurich avec son épouse Lene décédée en 1972. 